# Brachymeles
Brachymeles is een geslacht van hagedissen uit de familie skinken (Scincidae).

## Naam en indeling
De wetenschappelijke naam van de groep werd voor het eerst voorgesteld door André Marie Constant Duméril en Gabriel Bibron in 1839.
Er zijn 41 soorten, het soortenaantal verandert echter zeer regelmatig. Sinds 2009 is het aantal soorten meer dan verdubbeld als gevolg van het ontdekken van nog niet eerder beschreven soorten. De meest recent beschreven soorten zijn Brachymeles dalawangdaliri, Brachymeles ilocandia en Brachymeles ligtas die in 2016 voor het eerst wetenschappelijk zijn beschreven. In de literatuur worden dergelijke recent ontdekte soorten nog niet vermeld.

## Uiterlijke kenmerken
De verschillende soorten hebben vrijwel altijd een bruine tot grijze lichaamskleur met een vlekken- of strepentekening. De flanken en de buikzijde zijn lichter van kleur. De lichaamslengte varieert, de soort Brachymeles dalawangdaliri kan tachtig centimeter lang worden exclusief de staart.
Binnen de groep komt een enorme verscheidenheid voor wat betreft de bouw van de poten. De pootjes zijn altijd erg klein, een aantal soorten heeft zelfs helemaal geen poten meer. De poten zijn bij dergelijke skinken geheel gedegenereerd. Bij de soort Brachymeles pathfinderi bijvoorbeeld komen vijf vingers en vier tenen voor, andere soorten hebben twee vingers en tenen. Brachymeles tridactylus dankt zijn wetenschappelijke soortaanduiding aan de drie tenen: tri = drie en dactylus = teen.
Sommige soorten hebben nog wel pootjes maar de vingers en tenen zijn in de loop der evolutie geheel verdwenen.

## Verspreiding en habitat

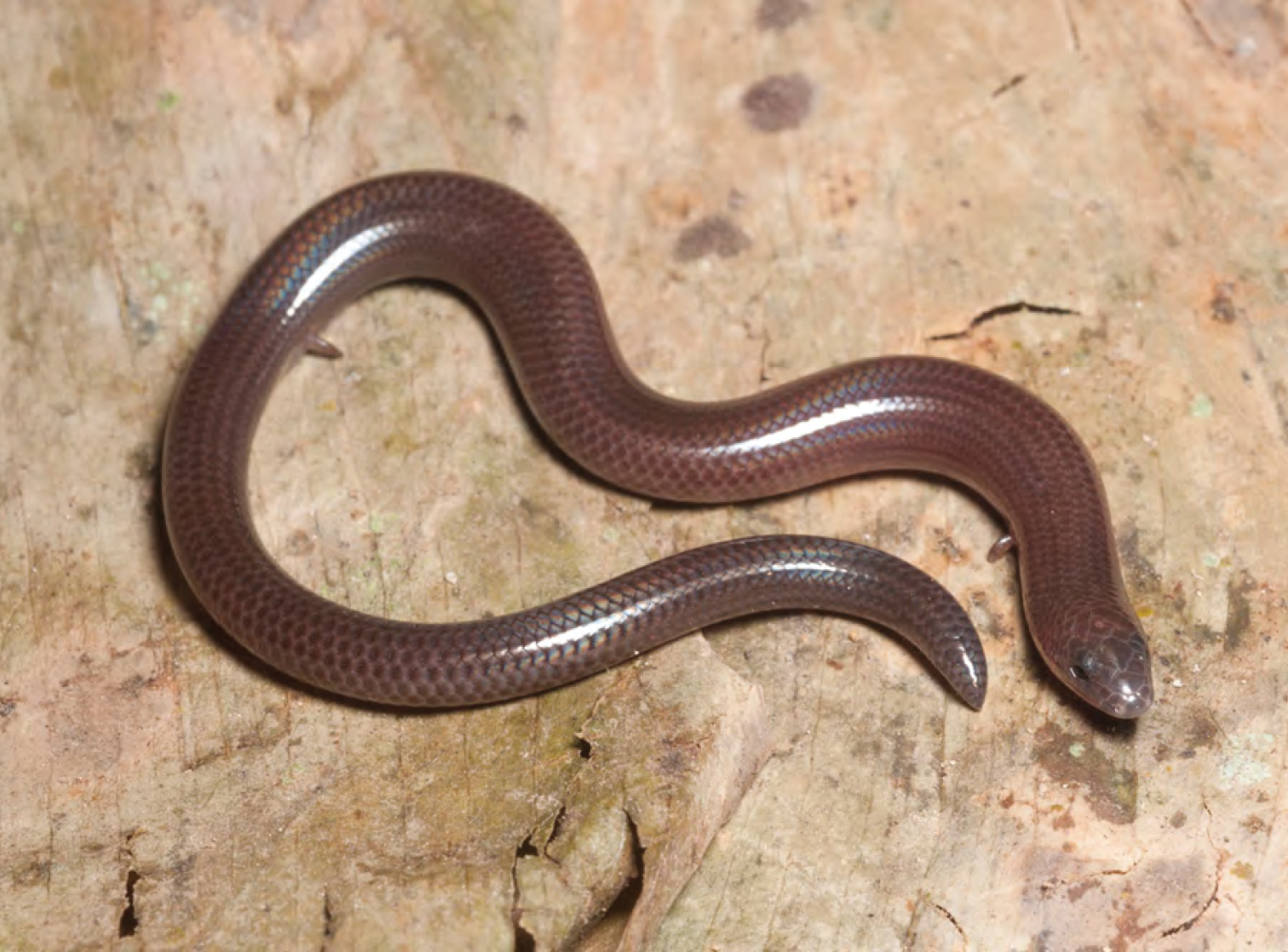
Brachymeles bonitae (Luzon, Filipijnen)

Alle soorten komen voor in delen van Azië en leven endemisch in de Filipijnen op twee uitzonderingen na. Brachymeles apus komt alleen voor in Maleisië en Brachymeles miriamae leeft uitsluitend in Thailand.
De habitat bestaat uit de bodem van veelal begroeide gebieden. Veel soorten leven in de strooisellaag van het bos, onder stenen en omgevallen boomstammen. Van een aantal soorten is bekend dat ze ook in door de mens aangepaste omgevingen leven, zoals tuinen, parken en plantages.
Door de internationale natuurbeschermingsorganisatie IUCN is aan veertien soorten een beschermingsstatus toegewezen. Zeven soorten worden als 'veilig' (Least Concern of LC) gezien, drie hebben de status 'onzeker' (Data Deficient of DD), twee soorten staan te boek als 'gevoelig' (Near Threatened of NT) en één soort wordt aangemerkt als 'bedreigd' (Endangered of EN).
De soort Brachymeles cebuensis ten slotte wordt beschouwd als 'ernstig bedreigd' (Critically Endangered of CR). Deze soort heeft voornamelijk te lijden onder ontbossing als gevolg van het gebruik van het land voor het telen van planten. Voorbeelden zijn mango- en teakplantages en de grootschalige kweek van snijbloemen.

## Soorten
Het geslacht omvat de volgende soorten, met de auteur en het verspreidingsgebied.
| Naam                       | Auteur | Verspreidingsgebied                                                                                  |
| -------------------------- | --- | --- |
| Brachymeles apus           | Hikida, 1982 | Maleisië                                                                                             |
| Brachymeles bicolandia     | Siler, Fuiten, Jones, Alcala & Brown, 2011 | Filipijnen (Luzon)                                                                                   |
| Brachymeles bicolor        | Gray, 1845 | Filipijnen (Luzon)                                                                                   |
| Brachymeles boholensis     | Brown & Rabor, 1967 | Filipijnen (Bohol)                                                                                   |
| Brachymeles bonitae        | Duméril & Bibron, 1839 | Filipijnen (Camiguin, Kalotcot, Luzon, Marinduque, Masbate, Mindoro, Polillo, Sibuyan, Tablas)       |
| Brachymeles boulengeri     | Taylor, 1922 | Filipijnen (Bohol, Luzon, Mindoro, Panay, Polillo, Visayas)                                          |
| Brachymeles brevidactylus  | Siler, Fuiten, Jones, Alcala & Brown, 2011 | Filipijnen (Luzon)                                                                                   |
| Brachymeles cebuensis      | Brown & Rabor, 1967 | Filipijnen (Cebu)                                                                                    |
| Brachymeles cobos          | Siler, Fuiten, Jones, Alcala & Brown, 2011 | Filipijnen (Catanduanes)                                                                             |
| Brachymeles dalawangdaliri | Davis, Geheber, Watters, Penrod, Feller, Ashford, Kouri, Nguyen, Shauberger, Sheatsley, Winfrey, Wong, Sanguila, Brown & Siler, 2016                          | Filipijnen (Romblon)                                                                                 |
| Brachymeles elerae         | Taylor, 1917 | Filipijnen (Luzon)                                                                                   |
| Brachymeles gracilis       | Fischer, 1885 | Filipijnen (Mindanao)                                                                                |
| Brachymeles hilong         | Brown & Rabor, 1967 | Filipijnen (Mindanao)                                                                                |
| Brachymeles ilocandia      | Siler, Davis, Freitas, Huron, Geheber, Watters, Penrod, Papes, Amrein, Anwawr, Cooper Hein, Manning, Patel, Pinaroc, Diesmos, Diesmos, Oliveros & Brown, 2016 | Filipijnen (Cagayan)                                                                                 |
| Brachymeles isangdaliri    | Davis, Feller, Brown & Siler, 2014 | Filipijnen (Luzon)                                                                                   |
| Brachymeles kadwa          | Siler & Brown, 2010 | Filipijnen (Babuyaneilanden, Luzon)                                                                  |
| Brachymeles libayani       | Siler, Fuiten, Jones, Alcala & Brown, 2011 | Filipijnen (Lapinig Chico, Lapinig Grande, Tilmubo, Tintinan)                                        |
| Brachymeles ligtas         | Geheber, Davis, Watters, Penrod, Feller, Davey, Ellsworth, Flanagan, Heitz, Moore, Nguyen, Roberts, Sutton, Sanguila, Linkem, Brown & Siler, 2016             | Filipijnen (Lubang)                                                                                  |
| Brachymeles lukbani        | Siler, Balete, Diesmos & Brown, 2010 | Filipijnen (Luzon)                                                                                   |
| Brachymeles makusog        | Siler, Diesmos & Brown, 2010 | Filipijnen (Luzon)                                                                                   |
| Brachymeles mapalanggaon   | Davis, Feller, Brown & Siler, 2014 | Filipijnen (Masbate)                                                                                 |
| Brachymeles mindorensis    | Brown & Rabor, 1967 | Filipijnen (Mindoro)                                                                                 |
| Brachymeles minimus        | Brown & Alcala, 1995 | Filipijnen (Catanduanes)                                                                             |
| Brachymeles miriamae       | Heyer, 1972 | Thailand                                                                                             |
| Brachymeles muntingkamay   | Siler, Rico, Duya & Brown, 2009 | Filipijnen (Luzon)                                                                                   |
| Brachymeles orientalis     | Brown & Rabor, 1967 | Filipijnen (Bohol, Camiguin, Dinagat, Leyte, Mindanao, Samar)                                        |
| Brachymeles paeforum       | Siler, Fuiten, Jones, Alcala & Brown, 2011 | Filipijnen (Leyte)                                                                                   |
| Brachymeles pathfinderi    | Taylor, 1925 | Filipijnen (Mindanao)                                                                                |
| Brachymeles samad          | Siler, Jones, Diesmos, Diesmos & Brown, 2012 | Filipijnen (Leyte, Samar)                                                                            |
| Brachymeles samarensis     | Brown, 1956 | Filipijnen (Samar)                                                                                   |
| Brachymeles schadenbergi   | Fischer, 1885 | Filipijnen (Basilan, Camiguin, Sulu-eilanden, Zamboanga Schiereiland, Mindanao)                      |
| Brachymeles suluensis      | Taylor, 1918 | Filipijnen (Basilan, Bubuan-eilanden)                                                                |
| Brachymeles talinis        | Brown, 1956 | Filipijnen (Inampulugan-eilanden, Negros, Panay, Romblon, Sibuyan, Tablas, mogelijk ook op Guimaras) |
| Brachymeles taylori        | Brown, 1956 | Filipijnen (Cebu, Danjugan, Inampulugan-eilanden, Negros, Pan de Azucar, Panay, Ponson, Poro)        |
| Brachymeles tiboliorum     | Siler, Jones, Diesmos, Diesmos & Brown, 2012 | Filipijnen (Mindanao)                                                                                |
| Brachymeles tridactylus    | Brown, 1956 | Filipijnen (Boracay, Carabao, Inampulugan-eilanden, Negros, Panay, Visayas)                          |
| Brachymeles tungaoi        | Siler & Brown, 2010 | Filipijnen (Masbate)                                                                                 |
| Brachymeles vermis         | Taylor, 1918 | Filipijnen (Jolo)                                                                                    |
| Brachymeles vindumi        | Siler & Brown, 2010 | Filipijnen (Jolo)                                                                                    |
| Brachymeles vulcani        | Siler, Jones, Diesmos, Diesmos & Brown, 2012 | Filipijnen (Camiguin)                                                                                |
| Brachymeles wrighti        | Taylor, 1925 | Filipijnen (Luzon)                                                                                   |